# Mileikiškiai
Mileikiškiai – wieś na Litwie, położona w okręgu uciańskim, 5 km na północny zachód od miasta Traszkuny,  które było jedną z siedzib rodziny Montwiłłów; przy drodze 121 Onikszty – Traszkuny – Poniewież.